# Лебьялем
Лебьялем (фр. Lebialem) — один из 6 департаментов Юго-Западного региона Камеруна. Находится в восточной части региона, занимая площадь в 617 км².
Административным центром департамента является город Менжи (фр. Menji). Граничит с департаментами: Мезам (на севере), Бамбутос (на северо-востоке), Менуа (на востоке), Купе-Маненгуба (на юге), Манью (на западе) и Момо (на севере).

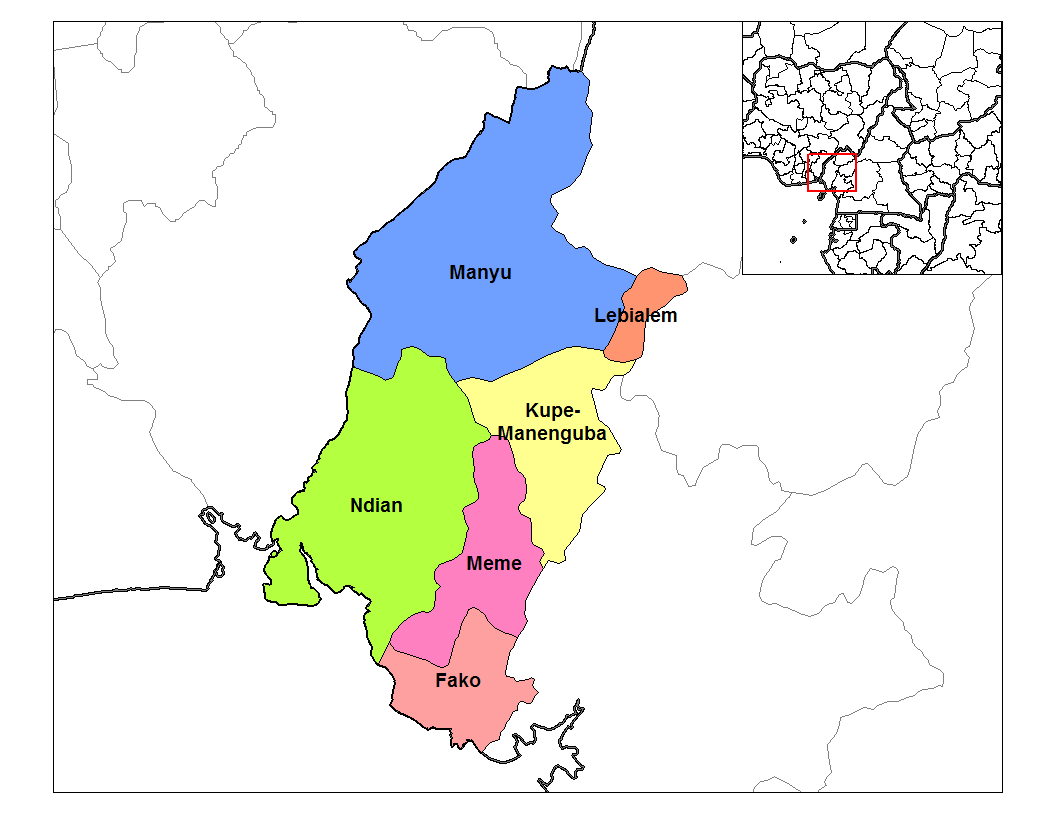
Департамент Лебьялем на карте Юго-Западного региона

## Административное деление
Департамент Лебьялем подразделяется на 3 коммуны:
1. Алу (фр. Alou)
2. Менжи (фр. Menji)
3. Вабане (фр. Wabane)